# Туйон (Кот-д’Ор)
Туйо́н (фр. Touillon) — коммуна во Франции, находится в регионе Бургундия. Департамент коммуны — Кот-д’Ор. Входит в состав кантона Монбар. Округ коммуны — Монбар.
Код INSEE коммуны — 21641.

## Население
Население коммуны на 2010 год составляло 442 человека.
| 1962 | 1968 | 1975 | 1982 | 1990 | 1999 | 2010 |
| ---- | ---- | ---- | ---- | ---- | ---- | ---- |
| 522  | 487  | 408  | 451  | 493  | 460  | 442  |

## Экономика
В 2010 году среди 283 человек трудоспособного возраста (15—64 лет) 219 были экономически активными, 64 — неактивными (показатель активности — 77,4 %, в 1999 году было 74,7 %). Из 219 активных жителей работали 206 человек (116 мужчин и 90 женщин), безработных было 13 (4 мужчины и 9 женщин). Среди 64 неактивных 21 человек были учениками или студентами, 30 — пенсионерами, 13 были неактивными по другим причинам.